# با می به کنار جوی می‌باید بود
رباعی با مطلع «با می به کنار جوی می باید بود» پانزدهمین رباعی از دیوان حافظ به تصحیح محمد قزوینی و قاسم غنی می باشد.
| با می بکنار جوی می‌باید بود    |  | وز غصّه کناره‌جوی می‌باید بود    |
| این مدّت عمر ما چو گل ده روزست |  | خندان لب و تازه‌روی می‌باید بود |